# بيرسونا 4 ذي أنيميشن
بيرسونا 4: ذا أنيميشن (باليابانية: ペルソナ4 ، بالروماجي: Perusona Fō) هو مسلسل أنمي ياباني تلفزيوني مقتبس من لعبة فيديو، بيرسونا 4 تم تطويرها من قبل شركة أتلس، لأجهزة بلاي ستيشن 2. عرض الأنمي في 7 أكتوبر عام 2011 واستمر عرضه حتى 30 مارس عام 2012، وتكون من 25 + حلقة 1 أوفا. أنتج موسم ثاني للأنمي من قبل استوديو أيه-1 بكتشرز، اسمه بيرسونا 4 ذا غولدن أنيميشن، عرض في 11 يوليو عام 2014 واستمر عرضه حتى 25 سبتمبر عام 2014، وتكون من 12 حلقة + 1 أوفا.

## القصة
تدور أحداث القصة عن يو ناروكامي، وهو مراهق هادئ ينتقل إلى العيش مع عمه، بسبب عمل والديه في الخارج.

## الشخصيات
يو ناروكامي (باليابانية: 鳴上 悠، بالروماجي: Narukami Yū)
مؤدي الصوت: دايسكي ناميكاوا
يوسكي هانامورا (باليابانية: 花村 陽介، بالروماجي: Hanamura Yōsuke)
مؤدي الصوت: شوتارو موريكوبو
تشيه ساتوناكا (باليابانية: 里中 千枝، بالروماجي: Satonaka Chie)
مؤدية الصوت: يوي هوريه
يوكيكو أماغي (باليابانية: 天城 雪子، بالروماجي: Amagi Yukiko)
مؤدية الصوت: آمي كوشيميزو
كانجي تاتسومي (باليابانية: 巽 完二، بالروماجي: Tatsumi Kanji)
مؤدي الصوت: توموكازو سيكي
ريسي كوجيكاوا (باليابانية: 久慈川 りせ، بالروماجي: Kujikawa Rise)
مؤدية الصوت: ريي كوغيميا
دبدوب (باليابانية: クマ، بالروماجي: Kuma)
مؤدي الصوت: كابي ياماغوتشي
ناوتو شيروغاني (باليابانية: 白鐘 直斗، بالروماجي: Shirogane Naoto)
مؤدية الصوت: رومي باكو

## وصلات خارجية
- الموقع الرسمي (باليابانية)
- موقع بيرسونا 4 ذا غولدن أنيميشن الرسمي (باليابانية)
- بيرسونا 4 ذي أنيميشن على موقع IMDb (الإنجليزية)
- بيرسونا 4 ذي أنيميشن على موقع فيلمافينيتي (الإسبانية)
- بيرسونا 4 ذي أنيميشن على موقع قاعدة بيانات الفيلم (الإنجليزية)
- بيرسونا 4 ذي أنيميشن على موقع ANN anime (الإنجليزية)